# Sychesia tupus
Sychesia tupus là một loài bướm đêm thuộc phân họ Arctiinae, họ Erebidae.